# Bethesda Open Access Verklaring
De Bethesda Open Access Verklaring (beter bekend onder de Engelstalige naam "Bethesda Statement on Open Access Publishing"), tot stand gekomen in 2003, een jaar na de publicatie van het Budapest Open Access Initiative, is het resultaat van een bijeenkomst onder auspiciën van het Howard Hughes Medical Institute (HHMI) in de Verenigde Staten van Amerika. Hoewel de bijeenkomst in werkelijkheid in de plaats Chevy Chase plaatsvond, en niet in het nabijgelegen Bethesda, kreeg de Verklaring toch de naam van Bethesda, mogelijk om elke suggestie uit te sluiten dat er enig verband bestond met de komiek en acteur Chevy Chase.

## De Verklaring
De Bethesda Verklaring baseert zich op de definitie van open access zoals gegeven in de Budapest Open Access Initiative, maar voegt daar een aantal verduidelijkingen aan toe, zoals de definitie van wat kan worden beschouwd als een "open access tijdschrift" ("een tijdschrift waarvan alle artikelen onmiddellijk na publicatie worden gedeponeerd in ten minste één open online repository"), en bovendien dat onder de stipulatie van hergebruik niet alleen de artikelen zelf vallen, maar ook afgeleide publicaties of datacollecties.

## Tekst van de Verklaring en achtergrond
De Engelstalige tekst van de Bethesda Open Access Verklaring en de achtergrond zijn opgetekend door Peter Suber, een van de deelnemers aan de bijeenkomst. (De tekst is ook beschikbaar in een reeks van andere talen, maar [nog] niet in het Nederlands.)